# Anolis extremus
Anolis extremus is een hagedis uit de familie anolissen (Dactyloidae). De groep werd voor het eerst wetenschappelijk beschreven door Samuel Garman in 1887. Oorspronkelijk werd de naam Anolis roquet var. extremus gebruikt.

## Uiterlijke kenmerken
Anolis extremus heeft een overwegend olijfgroene kleur, maar deze soort is veel kleurrijker dan veel andere anolissen; de rug heeft vier donkere brede lengtestrepen tot aan de staart. De kop heeft altijd een andere kleur dan het lichaam, vaak blauw bij de mannetjes en bruin bij de vrouwtjes. De staartpunt, althans het laatste derde deel daarvan, is vaak roestbruin tot rood van kleur. In de paartijd kleuren de voorzijde van de buik en keel van de mannetjes blauw en ook krijgen de strepen op de rug wat bontere kleuren. De buik is geel tot geelwit en wordt bij mannetjes feller van kleur tijdens de balts.
De ogen zijn donkerder gekleurd en deze anolissen hebben geen (stekel)kammen. De keelzak is geel tot oranje en wordt zowel gebruikt om de vrouw mee te verleiden als om de concurrentie te imponeren. De lichaamslengte is ongeveer 20 centimeter, de vrouwtjes blijven iets kleiner tot 12 cm.

## Algemeen
Anolis extremus komt voor op Barbados en Saint Lucia, twee eilanden in het Caribisch gebied, maar omdat de soort is uitgezet leven er tegenwoordig ook enkele populaties in het zuidoosten van de Verenigde Staten. De anolis leeft in vochtige bossen op bomen en in struiken tot enkele meters hoog en heeft een voorkeur voor de wat open landschappen met hier en daar een boomgroep en lage vegetatie. Deze soort klimt meestal niet zo hoog, alleen om zich te verstoppen voor vijanden tussen de takken van een boomkruin. Het voedsel bestaat uit kleine ongewervelden zoals insecten en slakken, maar soms worden ook plantendelen als fruit gegeten.